# يان مكمان
يان مكمان (بالإنجليزية: Ian McMahon)‏ (7 نوفمبر 1964 بمدينة ولز في المملكة المتحدة - ) هو لاعب كرة قدم بريطاني في مركز الوسط. لعب مع أولدهام أثلتيك ومانشستر سيتي ونادي روتشديل.